# Unternehmensplanspiel
Der Begriff Unternehmensplanspiel bezeichnet eine Lernmethode zur vereinfachenden Abbildung der Realität (Modell) eines Unternehmens im Wettbewerbsumfeld. Durch diese wirklichkeitsnahe Simulation von Unternehmensprozessen gelten Unternehmensplanspiele als besonders geeignet für das Training von Management- und Führungskompetenzen.

## Bedeutung von Unternehmensplanspielen
Rund 98 Prozent aller akkreditierten Universitäten der Vereinigten Staaten setzen Unternehmensplanspiele ein. Entsprechend umfangreich ist die Forschung zu diesem Thema. Die Ergebnisse dieser Untersuchungen lassen sich laut Brennan und Co-Autoren wie folgt zusammenfassen: Einige Studien haben ergeben, dass Planspiele eine valide Abbildung der Realität darstellen, und zwar in einer Weise, wie Manager sie auch in der Realität erleben. Das betrifft sowohl die Formulierung von Strategien, die Analyse unterschiedlicher Einflussfaktoren auf das Ergebnis als auch die Verbesserung der analytischen Fähigkeiten und der Teamkommunikation. Allerdings ist bislang der eindeutige (objektive) Nachweis nicht gelungen, dass Studierende, die Sachwissen anhand einer Simulation erlernen, im Examen besser abschneiden als ihre Kommilitonen, die zum Beispiel mit Hilfe von Fallstudien unterrichtet werden. Dagegen ließen sich starke Korrelationen zu der subjektiven Einschätzung des Lernerfolges nachweisen. Dazu gehören Aussagen wie zum Beispiel „Ich habe meine analytischen Fähigkeiten verbessert“, „ich kann nun Probleme besser lösen“, „es war hilfreich beim Erlernen neuer Konzepte“, „ich konnte anwenden, was ich vorher gelernt habe“, „es war eine positive Lernerfahrung“. Grundsätzlich kann man davon ausgehen, dass die meisten Menschen am besten durch Erfahrung und Anwendung des erworbenen Wissens lernen – genauso wie ein Pilot seine Fähigkeiten im Flugsimulator trainiert. Im Planspiel kann man verschiedene Szenarien durchspielen, Risiken eingehen und Strategien ausprobieren, ohne dass die Gefahr besteht, reales Vermögen zu vernichten oder sonstige Schäden anzurichten.
Das Gleiche gilt für Führungsplanspiele, die besonders den Aspekt des Führungsverhaltens und der Entwicklung von Führungskompetenzen im Unternehmen betonen. Ein Beispiel hierfür ist die Wharton Teamwork und Leadership Simulation der University of Pennsylvania.

Abbildung: Unternehmensplanspiel – Management Summary

## Geschichte
Als erstes Planspiel im Management (Unternehmensplanspiel) gilt die im Jahr 1956 von der American Management Association (AMA) entwickelte Top Management Decision Simulation zum besseren Verständnis von Entscheidungsprozessen und zum Training des analytischen Denkvermögens von Managern. Kurze Zeit später folgte die University of California (UCLA) mit dem Executive Game. In beiden Planspielen wurde ein IBM-Röhren-Computer mit Magnettrommelspeicher eingesetzt (IBM 650). Dabei musste man die Entscheidungen über Lochkarten eingeben; die Simulation einer Periode konnte mehrere Stunden dauern. In Deutschland wurde das Computer-basierte Unternehmensplanspiel erstmals ab 1961 von der Technischen Akademie Wuppertal (TAW), die einen der ersten IBM 650 Computer betrieb, im Rahmen der Führungsfortbildung eingesetzt. Das mehrwöchige Seminar für Führungskräfte mit integriertem Unternehmensplanspiel war von dem Leiter des Instituts für Führungslehre an der TAW, Walter Rohn, entwickelt worden und wurde wegen seiner innovativen Konzeption über die Wirtschaft hinaus bekannt, so dass u. a. auch die Nachwuchskräfte des Auswärtigen Amtes im höheren Dienst regelmäßig teilnahmen.
Zahlreiche andere Ausbildungseinrichtungen, insbesondere Universitäten, schlossen sich mit verschiedenen Varianten an. Greenlaw und seine Co-Autoren haben im Jahr 1962 bereits 89 verschiedene Planspiele gezählt. Die rasante Entwicklung der Computer-Technologie seit Anfang der 1970er Jahre führte zu einer nunmehr unüberschaubaren Fülle an Unternehmensplanspielen. Die von Walter Rohn herausgegebene "Deutsche Planspiel-Übersicht" dokumentierte in der 5. und letzten Auflage 1996 über 300 (Unternehmens-)Planspiele.
Parallel zu den computergestützten Simulationen wurden haptische Planspiele (oder Brett-Planspiele) entwickelt (Board Game Simulations). Das wohl bekannteste ist „Monopoly“ im Bereich der Gesellschaftsspiele aus dem Jahr 1933. Als erstes haptisches Unternehmensplanspiel gilt das von Gerhard Andlinger, einem Mitarbeiter von McKinsey, das er in der Harvard Business Review im Jahr 1958 veröffentlicht hat. Die motivierenden und aktivierenden Eigenschaften von Brettplanspielen haben die Ohio State University und die Yale University Anfang der 1960er Jahre genutzt und verschiedene weitere Varianten zur Simulation von Geschäftsprozessen in der Managementausbildung erarbeitet. Eine vereinfachte Version davon vermarktet die schwedische Unternehmensberatung Celemi unter dem Namen Apples und Oranges.
Den Durchbruch brachte die Entwicklung des System-Dynamics-Ansatzes unter anderem durch Jay Forrester an der Sloan School of Management des Massachusetts Institute of Technology (MIT). Dabei ging es um die Simulation komplexer Systeme, insbesondere von Weltmodellen des Club of Rome, den Vorläufern der heutigen Klimamodelle. Deren primäres Anliegen ist es, Folgen von Entscheidungen klarer zu erkennen und verschiedene Szenarien durchzuspielen. Um derart komplexe Systeme verstehen zu können, entwickelte das MIT das „Bierspiel“ (MIT Beer Distribution Game) als didaktische Methode zur Annäherung an die Analyse komplexer realer Systeme. Simuliert wird dabei auf einem Spielbrett (ohne Computer) die Versorgungskette von Einzelhändler über den Großhändler, den Distributor bis hin zur Brauerei. Anschließend kann man verschiedene Störfaktoren auf das System einwirken lassen und untersuchen, wie es reagiert. Aus dem Bierspiel entstanden wiederum zahlreiche Varianten.
Das Bierspiel ist vermutlich nicht das erste haptische Unternehmensplanspiel. Im Jahr 1958 veröffentlichte ein Mitarbeiter von McKinsey, G. R. Andlinger, in der Harvard Business Review ein Planspiel, das ohne Computer auskommt und den Geschäftsprozess sowie die Bilanz und die Gewinn- und Verlustrechnung auf einem Spielbrett veranschaulicht. Das dürfte das erste haptische Planspiel gewesen sein, aus dem nunmehr eine unüberschaubare Fülle an verschiedenen Varianten hervorging.

## Praxis
Auf der Konferenz der Marketing Management Association wurden die Gründe, die für den Einsatz von Unternehmensplanspielen sprechen, wie folgt skizziert:
- Die Lernenden entwickeln mehr Interesse und Begeisterung
- Es entsteht eine bessere Übersicht über wesentliche Zusammenhänge
- Modelle, Begriffe und Theorien lassen sich besser veranschaulichen
- Die Teilnehmer haben Gelegenheit, die Ursachen des Unternehmenserfolges besser zu verstehen, Entscheidungen und deren Folgen präziser abzuschätzen und aus Erfahrungen zu lernen
- Man lernt, effektiver auf Veränderungen im Umfeld zu reagieren.

Diese Vorteile kommen aber nur dann zum Tragen, wenn eine Simulation richtig durchgeführt wird. Dabei sollte man auf folgende Aspekte achten, um die Nachteile zu überwinden:
- Zeitlich müssen mehrere Tage zusammenhängend zur Verfügung stehen
- Eine Simulation kann nicht das Lernen ersetzen; sie muss vielmehr in das Curriculum integriert werden
- Die Teams müssen so zusammengesetzt sein, dass die Leistungsunterschiede zwischen den Teams nicht zu groß sind
- Der Trainer muss mehrere Fachgebiete beherrschen (zum Beispiel sowohl Rechnungswesen und Finanzen als auch Marketing und Sozialkompetenz)
- Es ist umfangreiches Begleitmaterial erforderlich.

Eine empirische Studie von Mike Towler und Co-Autoren hat ergeben, dass es keine wesentlichen Unterschiede im Hinblick darauf gibt, für welche Zielgruppe Unternehmensplanspiele besonders geeignet sind. Untersucht wurde unter anderem der Einfluss von Alters-, Geschlechts-, Erfahrungs- und Programmunterschieden auf den subjektiv wahrgenommenen Lernerfolg. Die Studie, so die Autoren, liefert einen weiteren empirischen Beleg für die allgemeine Nützlichkeit von Unternehmensplanspielen zur Förderung und Erleichterung des Lernens, und zwar unabhängig von der Art und Struktur der Zielgruppe.

## Typische Zielgruppen
- Führungskräfte und Führungsnachwuchs in Wirtschaft, Behörden und Verwaltung zum Training der Führungskompetenz in einem Führungsplanspiel
- Mitarbeiter aus technisch/naturwissenschaftlichen Bereichen, die betriebswirtschaftliche Kenntnisse für ihre Tätigkeit benötigen
- Studierende der Betriebswirtschaftslehre und des Wirtschaftsingenieurwesens zur Anwendung des Gelernten
- Auszubildende zum Verständnis von Geschäftsprozessen und wesentlichen Zusammenhängen
- Schüler zur Verdeutlichung dessen, was ein Unternehmen ist und wie es funktioniert

## Belege
1. ↑  A. J. Faria, W. J. Wellington: A survey of simulation game users, former-users, and never-users, Simulation and Gaming, 35(2004), S. 178–207
2. ↑  Ross Brennan, Roger Willetts, Lynn Vos: Student experiences of the use of a marketing simulation game, London, 2008
3. ↑  Harvard Business School: Should You Be Using Simulations?, Harvard Management Update, Juni 2000
4. ↑  S. Barsade, N. Rothbard: Foundations of Teamwork and Leadership, 2009 (Syllabus)
5. ↑  K. J. Cohen, E. Rhenman: The Role of Management Games in Education and Research, in: Management Science, Vol. 7 (1961), No. 2, S. 136
6. ↑  Jasmin Raffoul: Vergleichende Analyse der Planspielforschung im englisch- und deutschsprachigem Raum. In: Friedrich Trautwein et al. (Hrsg.): Planspiele – Entwicklungen und Perspektiven: Rückblick auf den Deutschen Planspielpreis 2010. Books on Demand GmbH, Norderstedt 2010, S. 189 ff.
7. ↑  P. S. Greenlaw et al.: Business Simulation in Industrial and University Education, New York, 1962
8. ↑  Walter Rohn: Deutsche Planspiel-Übersicht. 5. Auflage. Eigenverlag, 1996.
9. 1 2  R. G. Andlinger: Business Games – Play One, in: Harvard Business Review, Vol. 36 (1958), No. 2, S. 115–125
10. ↑  W. R. Knechel: Using a Business Simulation Game as a Substitute for a Practice Set, in: Issues in Accounting Education, Vol. 4 (1989), No. 2
11. ↑  P. M. Senge: Die fünfte Disziplin, Stuttgart 1996
12. ↑  Als Beispiel dafür, wie derartige „Spielbretter“ konkret (als Weiterentwicklung des Bierspiels) aussehen, sei unter dem folgenden Link ein Unternehmensplanspiel angeführt, das an der Technischen Hochschule Mittelhessen entworfen wurde.
13. 1 2  D. A. Kunz: Using Business Simulation: Ten Questions, Proceedings from the MMA Fall Educators‘ Conference, 2003
14. ↑  M. Towler et al.: An exploration of student perception of a business simulation game, in: International Journal of Management Education Vol. 7, No. 2 (2009)